# ФК Балкан иглс
Фудбалски клуб Балкан иглс, црногорски је фудбалски клуб из општине Тузи, који се такмичи у Трећој лиги Црне Горе у регији Центар.
Утакмице као домаћин обично игра на стадиону ФК Ком.

## Историја
Основан је у јулу 2024. године, када је уписан у регистар Фудбалског савеза Црне Горе. Основали су га Бесар Ђокај који је узео функцију предсједника и Данило Вуковић који је узео функцију спортског директора. Ђокај је истакао да је клуб настао због потребе да се пружи прилика локалним талентима из Туза, као и из других градова, а основан је само сениорски тим, без млађих категорија. Вуковић је истакао да је циљ да већ у својој другој сезони играју у Другој лиги, као и да створе фудбалску академију за младе таленте. Такмичење је почео у регији Центар у сезони 2024/25. У првом колу побиједио је Полет старс кући 5 : 1, али је због извршених шест измјена утакмица регистрована службеним резултатом 3 : 0 за Полет старс. У другом колу је побиједио Даниловград у гостима 7 : 2, а у седмом је побиједио ОФК Титоград 4 : 1.

## Резултати у такмичењима у Црној Гори
| Сезона   | Степен | Лига                | Бр.екипа           | Позиција            | Куп             |
| -------- | ------ | ------------------- | ------------------ | ------------------- | --------------- |
| 2024/25. | 3      | Трећа лига — Центар | 22 (2 групе по 11) | 4. мјесто у групи Б | Није учествовао |